# خيولي (شيخ موسي)
خیولي (بالفارسية: خیولی) هي قرية تقع في إيران في قسم شیخ موسي الريفي. يقدر عدد سكانها بـ 1234 نسمة بحسب إحصاء 2016.